# Édouard Crémieux

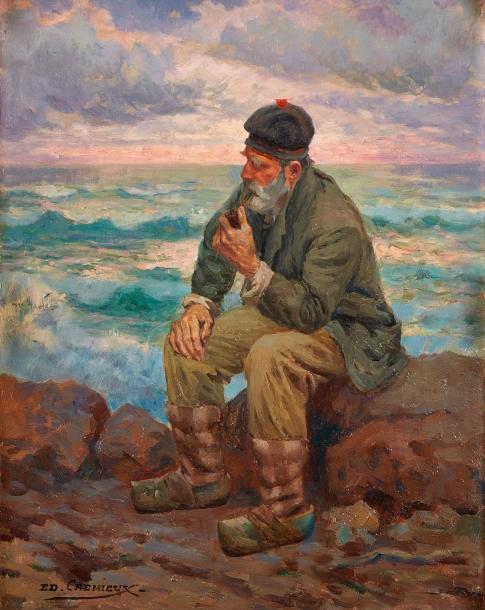
Zeeman in Marseille

Édouard Salomon Crémieux (Marseille, 21 januari 1856 – Auschwitz, mei 1944) was een Joods kunstschilder met voorliefde voor taferelen in Marseille en het platteland van de Provence.

## Levensloop
Hij volbracht zijn artistieke opleiding aan de École nationale supérieure des beaux-arts in Parijs in de jaren 1890. Nadien volmaakte hij zich bij Tony Robert-Fleury, die niet alleen kunstschilder was ook jarenlang voorzitter van de Nationale Vereniging voor kunstenaars, de Société des Artistes français. Crémieux maakte naam door te exposeren op evenementen van deze Nationale Vereniging.
Nadien keerde hij terug naar Marseille om een kunstenaarsatelier uit te bouwen in zijn geboortestad. In 1944 werd Crémieux, zijn echtgenote Edith en hun oudste zoon Albert Ernest Moïse Crémieux opgepakt en opgesloten in Kamp Drancy, in bezet Frankrijk. Vandaar ging het in konvooi n° 72 naar het vernietigingskamp Auschwitz, waar het echtpaar onmiddellijk stierf. Zoon Albert overleefde Auschwitz.
Zijn werken zijn tentoongesteld in meerdere musea in Zuid-Frankrijk.
- Bibliothèque nationale de France: cb149720513 (data)
- International Standard Name Identifier: 0000 0003 7455 616X
- RKD-Nederlands Instituut voor Kunstgeschiedenis: 19054
- Union List of Artist Names: 500089937
- Virtual International Authority File: 12578212